# Boże (województwo mazowieckie)
Boże – wieś sołecka w Polsce położona w województwie mazowieckim, w powiecie białobrzeskim, w gminie Stromiec.
Wieś szlachecka położona była w drugiej połowie XVI wieku w powiecie wareckim ziemi czerskiej województwa mazowieckiego.
Za II RP siedziba gminy Grabów nad Pilicą. W latach 1954–1972 wieś należała i była siedzibą władz gromady Boże. W latach 1975–1998 miejscowość administracyjnie należała do województwa radomskiego.
W Bożem znajduje się Szkoła Podstawowa, agencja pocztowa i kilka sklepów spożywczo-przemysłowych. 
Miejscowość jest siedzibą rzymskokatolickiej parafii Matki Bożej Częstochowskiej.